# Манакіш

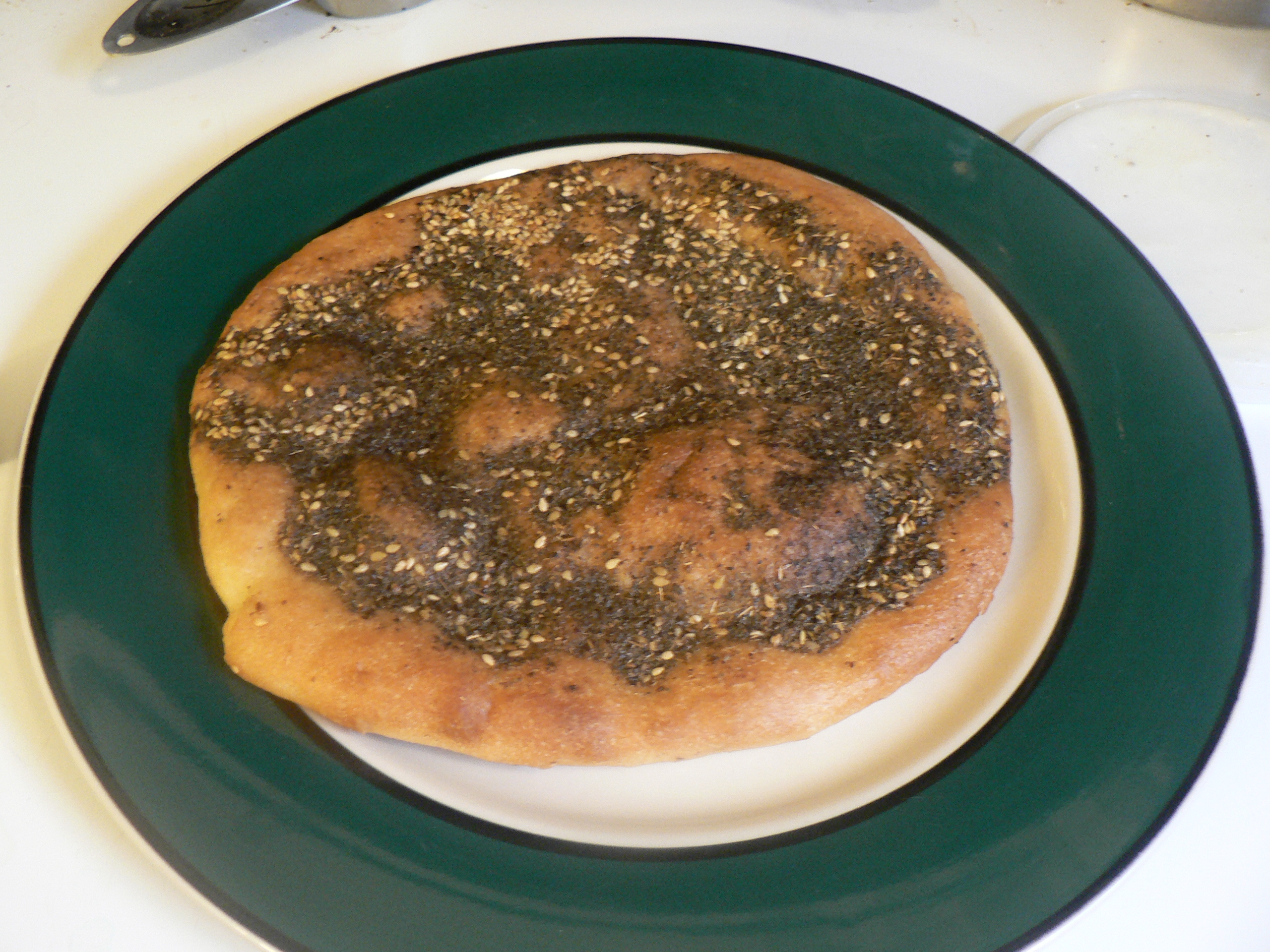
Манакіш із затаром

Манакіш (араб. مناقيش, трансліт. manāqīsh; іноді, в однині: араб. فَطَايِر, трансліт. faṭāyir) — страва левантійської кухні, яка складається із тіста з топінгом (чебрець, сир чи фарш). Як і піцу, манакіш можна розрізати на шматки чи згорнути, він подається на сніданок чи обід. Слово «манакіш» — це множина від арабського слова «manqūshah» (від дієслова «naqasha» «витісувати, різьбити чи гравіювати»), адже після того як тісто розкачали, кінчиками пальців робляться лунки, щоб там лежав топінг.
Традиційно, жінки пекли тісто у спільній печі вранці, щоб забезпечити денну потребу сім'ї у хлібі, і тоді ж готували невеликі порції хліба з різними топінгами саме для сніданку.
Манакіш є поширеною стравою на території країн Леванту, а також у прилеглих регіонах, і центрах левантійської еміграції.

## Класичні топінги
- Затар (араб. زَعْتَر, трансліт. zaʿtar). Найбільш популярний вид топінгу — «затар» (розтертий сушений чебрець, материнка, майоран чи їх поєднання, змішані зі смаженим кунжутом, сіллю та іншими приправами, наприклад, сумах)[6]. Затар змішують із оливковою олією і намазують на тісто перед тим, як покласти пектися у піч. Манакіш із затаром є поширеним сніданком у левантійській кухні[7][8]. Страва може бути частиною мезе чи як закуска, подається зі склянкою чаю із м'яти та сиром фета[7].
- Сир (араб. جُبْنَة, трансліт. jubna). Основні два види сиру: акаві (арабська عَكَّاوي, трансліт. ʿakkāwī) та кашкавал (арабська قَشْقَوَان, трансліт. qašqawān). Іноді до сиру додають затар.
- Лахмаджун (араб. لحم بعجين, трансліт. lāḥm bi-‘ajīn, дос. «м'ясо із тістом»), також називається «сфіха». Манакіш із бараниною переважно подається на обід, як більш поживна страва. Фарш із баранини змішують із дрібними шматочками помідорів та рослинною олією. Часом цей манакіш іноді подається із меленим перцем чи солоними овочами та йогуртом.
- Чилі (араб. فليفلة чи فلفل حر).
- Курт (араб. كشك). Цей сухий кисломолочний продукт — суміш ферментованого зцідженого або висушеного йогурту та дрібно подрібненої пшениці, яку можна використовувати самостійно чи в поєднанні з іншими начинками, такими як волоські горіхи або цибуля, намазані на хліб[9].
- Шпинат (арабська سبانخ, трансліт. sabāniḵ), мангольд (арабська سلق).